# C/2007 Q3
C/2007 Q3 (Siding Spring)，即赛丁泉彗星，是一颗来自奥尔特云的彗星。
C/2007 Q3由Donna Burton在2007年8月25日利用賽丁泉天文台的0.5-m口径的南烏普薩拉施密特望遠鏡发现。 2009年10月7日，赛丁泉彗星来到距离地球1.2天文单位、距离太阳2.25天文单位的近点。 直到2010年1月之前，彗星都可以通过双筒望远镜观测到。 2010年3月拍摄的照片显示，彗星的彗核可能已经碎裂。 经过计算估计，彗星的半長軸约为7500AU，远日点距离约为15000AU，公转周期为650000年。